# كينان كهيل
كينان كهيل (بالإنجليزية: Keenan Cahill)‏ هو أحد مشاهير الإنترنت. اشتهر من خلال موقع اليوتيوب، بعدما سجل فيديوات ردد فيها ورقص على أنغام أغاني نجوم الموسيقى العالمية، مع تحريك ملامح وجهه بشكل فريد، منسجماً مع إيقاعات الموسيقى. وقد حققت هذا الفيديوهات نجاحاً لدرجة أن بعض الموسيقيين وأصحاب الأغاني الأصلية انضموا إليه لدعمه، وقد سجلت تسجيلاته أرقاماً مهمة في عدد المعجبين على موقع يوتيوب، وقد قاربت عدد المشاهدات في بعض الأحيان الخمسين مليون مشاهدة.

## الحياة الشخصية
عانى كهيل من متلازمة ماروتو لامي، التي يتولد عنها أحياناً جسماً متقزماً، ويؤثر على الأم الجافية.
قضى كهيل الكثير من وقته متنقلاً بين المستشفى وبيته، وقد شخصت وضعيته في السنة الأولى من عمره، وأُجريت له جراحة لزرع نخاع عظمي في عام 1997 في محاولةٍ لإبطاء تطور المرض، كما أجرى عمليات جراحية أخرى متعددة، بما في ذلك جراحة لتخفيف الضغط على القحف العصبي.
توفي كهيل يوم 29 ديسمبر 2022 مُتأثرًا بمُضاعفات جراحة قلب مفتوح أُجريت له في الخامس عشر من ديسمبر السابق.

## وصلات خارجية
- كينان كهيل على موقع IMDb (الإنجليزية)
- كينان كهيل على موقع ميوزك برينز (الإنجليزية)